# Alida van den Bos
Alida van den Bos   (Amsterdam, 18 de gener de 1902 - Amsterdam, 16 de juliol de 2003) va ser una gimnasta artística neerlandesa que va competir durant la dècada de 1920.
El 1928 va prendre part en els Jocs Olímpics d'Amsterdam, on guanyà la medalla d'or en el concurs complet per equips del programa de gimnàstica.
L'any 2000 va ser condecorada am l'Orde Olímpic. En el moment de la seva mort, el 2003, era la campiona olímpica més vella.